# Spaanse Furie (Antwerpen)

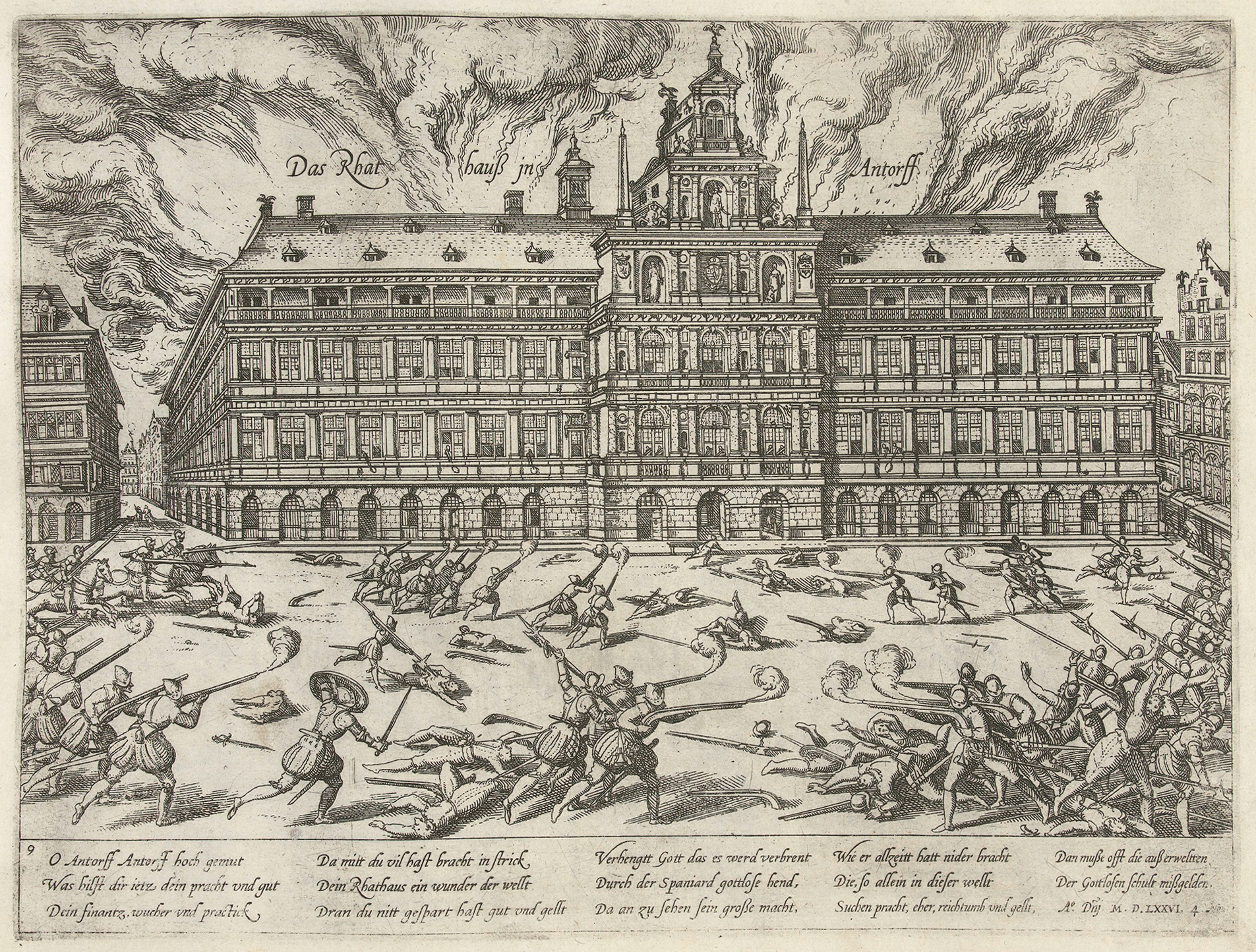
De Grote Markt met het Stadhuis tijdens de Spaanse furie. Prent van Frans Hogenberg

De Spaanse Furie was de plundering en het in brand steken van de stad Antwerpen door Spaanse troepen op 4 november 1576, tijdens de Tachtigjarige Oorlog. Na het overlopen van Duitse vendels in staatse dienst en het verslaan van de Waalse en stedelijke troepen binnen de muren, gingen de Spaanse tercio's vier dagen lang beestachtig te keer tegen de bevolking. Waar de actie traditioneel als muiterij wordt beschouwd, ziet revisionistische geschiedschrijving haar eerder als een veldslag in regel, waarin het Spaanse garnizoen in de citadel preventief afrekende met troepen in de stad die een bedreiging vormden.

## Achtergrond
In Spanje werd 1 september 1575 het staatsbankroet uitgeroepen; door de vele oorlogen die het Spaanse Rijk over de hele wereld voerde had de regering van koning Filips II enorme schulden opgelopen en kon ze de troepen niet meer voldoende betalen. Sommige soldaten in de Nederlanden hadden al 2,5 jaar geen soldij ontvangen. Hierdoor sloegen zij aan het muiten, als eerste in maart 1576 die onder Cristóbal de Mondragón te Zierikzee, later ook die onder Francisco de Valdez te Aalst. De Raad van State reageerde daarop door de muiters vogelvrij te verklaren. Begin oktober beraamden enkele Spaanse officieren onder leiding van Sancho d'Avila (commandant van de citadel van Antwerpen) in het diepste geheim een plan om de rijke stad Antwerpen te plunderen. Op 20 oktober vond de Spaanse Furie van Maastricht plaats, een voorafspiegeling van wat zich in Antwerpen ging afspelen.

## Aanloop
Sancho d'Avila lag met enkele vendels Spanjaarden gelegerd in de gloednieuwe citadel van Antwerpen. Raadslid Jerónimo de Roda had in de citadel een schuilplaats gevonden om niet in handen te vallen van de andere Staatsraden. In Antwerpen gingen geruchten rond door de komst van de Roda; de jezuïeten zouden buskruit en wapens in hun studentenhuis bewaren, dan weer ging het verhaal dat alle burgers door toedoen van de katholieken op een nacht vermoord zouden worden, hetgeen tot opstootjes leidde. Een bezorgde Raad van State stuurde Filips van Egmont en Jan van Croÿ naar Antwerpen met een regiment Walen, twintig vendels voetvolk en veertien kornetten ruiterij om daar het regiment te versterken dat er al lag, en dat bestond uit Duitsers onder bevel van graaf Otto IV von Eberstein. D'Avila moest eerst afrekenen met Eberstein. Op 29 oktober overtuigde hij hem, na hem dronken te hebben gevoerd, om de stad aan de Spaanse soldaten over te leveren. Eberstein besefte echter de volgende ochtend wat hij gedaan had en stelde de Antwerpse gouverneur Champagney gauw op de hoogte van het dreigende gevaar. Intussen deed d'Avila een verzoek aan de muitende regimenten uit Lier, Breda, Aalst en Maastricht om naar de citadel komen.

## Staat van beleg
Stadhouder Fréderic Perrenot (Champagney) had geen hoge dunk van de nieuwe versterkingen. Dat bleek ook duidelijk op 3 november: toen de troepen onder leiding van de markies van Havré uit Brussel de stad binnentrokken (dezelfde dag kwam Don Juan van Oostenrijk naar de Nederlanden als nieuwe landvoogd), zochten veel soldaten meteen de beste kroegen en herbergen op. Daar zongen en dronken zij alsof er geen dreiging was. Anderen misdroegen zich, waardoor Champagney persoonlijk moest komen opdraven om ze uit de herbergen te jagen. Zowel van de Waalse als Duitse soldaten vreesde men dat zij zich op het beslissende moment van de aanval bij de muiters zouden aansluiten. Ondanks deze slechte voortekenen - met name de Walen verrichtten niets opbouwends - togen meer dan tienduizend burgers aan het werk om provisorische grachten en noodschansen op te werpen. Antwerpen moest het voor zijn verdediging vooral hebben van zijn burgerleger van twaalfduizend mannen en vrouwen. Zij hadden in een etmaal een wal opgeworpen van ongeveer vijf meter hoog. Champagney had met hulp van burgers een batterij laten opstellen in het Schermershof. Tijdens de aanleg van de citadel was de stad uitgebreid langs de zuidkant, maar de nieuwe vestingwerken waren nog niet aangesloten op de oude. Sommige delen waren al gesloopt, waardoor Antwerpen de facto een open stad was.

## Uitval vanuit de citadel

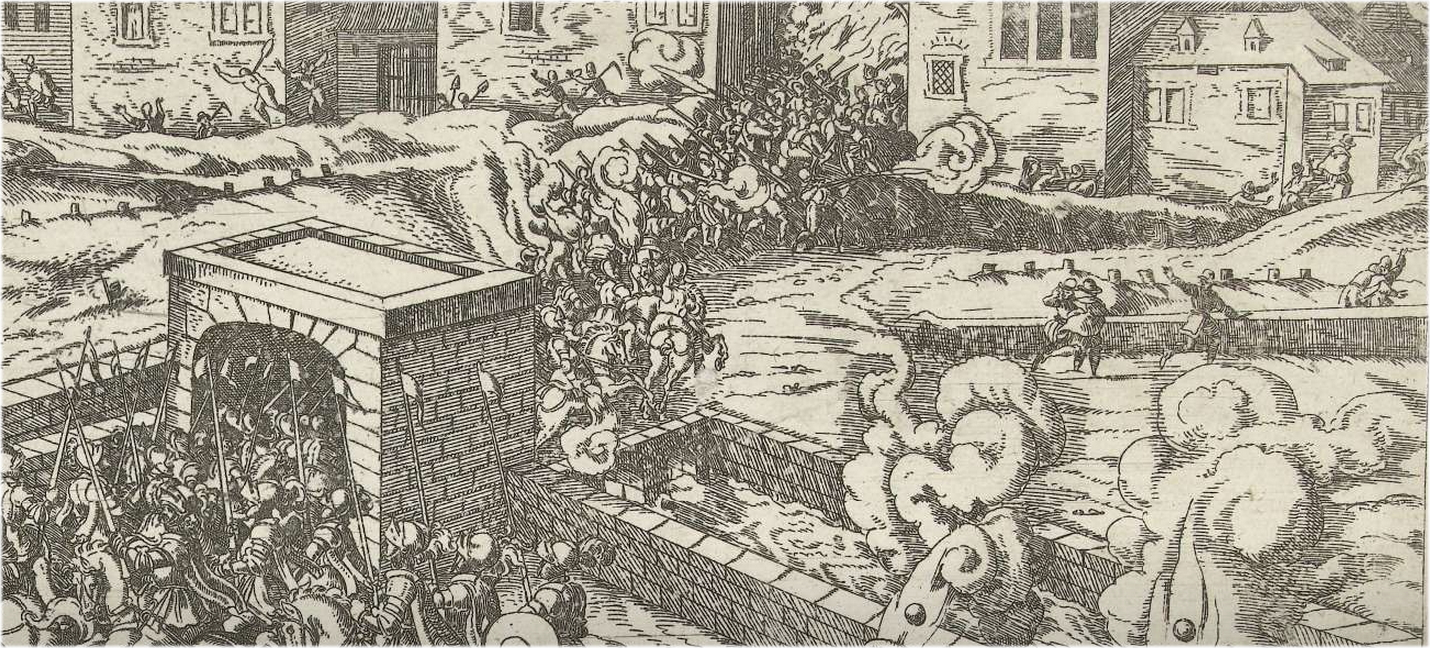
Uitval op de stad, door Frans Hogenberg (collectie: Rijksmuseum Amsterdam)

D'Avila maakte zich eveneens klaar voor de strijd; terwijl de Antwerpenaren hun verdediging opbouwden namen zijn soldaten ze onder vuur om hen te hinderen. Onder kapitein Ortiz deed een vendel vanuit de citadel een uitval op de stad, waarbij enkele huizen en een molen afbrandden. Verder zouden er geen pogingen ondernomen worden de bouw van vestingwerken te voorkomen of te hinderen. Wel kreeg het vier- tot vijfduizend koppen tellende garnizoen op de citadel versterking. De regimenten uit Lier, Breda, Aalst en Maastricht waren aangekomen, waardoor de totale sterkte op ongeveer tienduizend man kwam. De volgende dag vielen de Spaanse troepen Antwerpen aan.

## Stadsgevecht

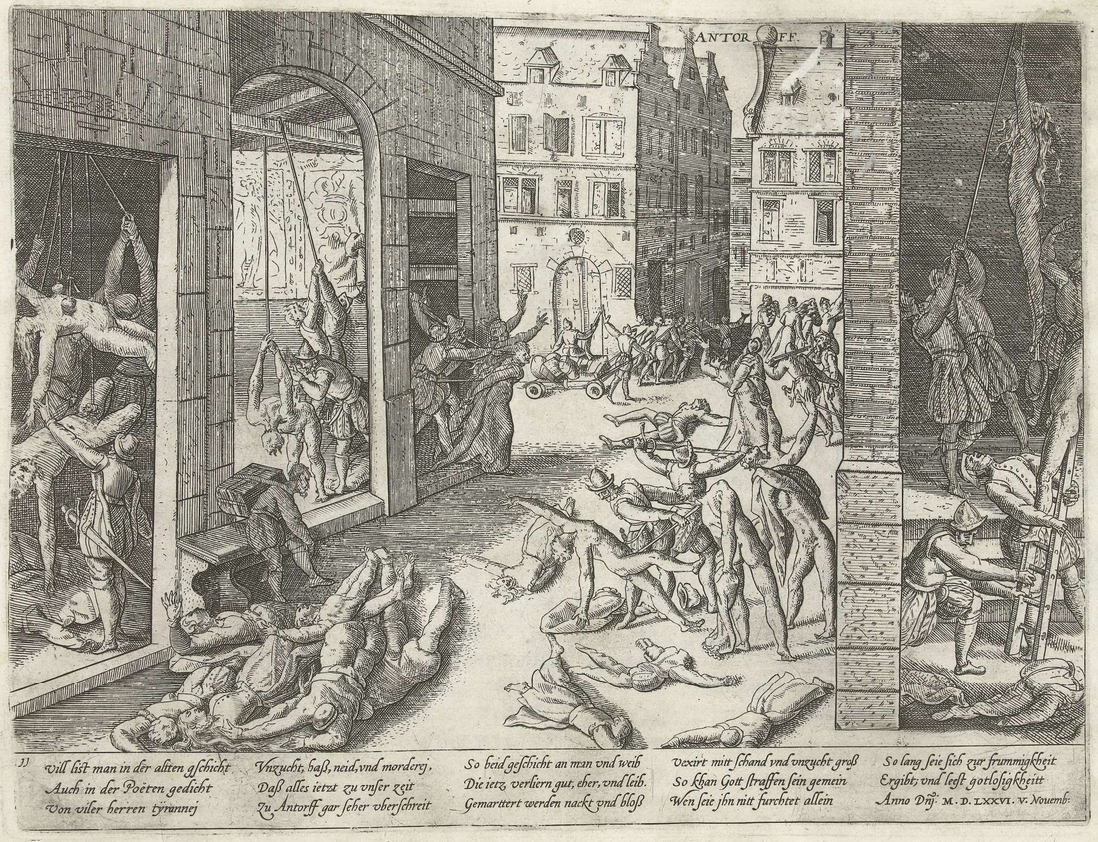
Plunderingen (collectie: Rijksmuseum Amsterdam)

Vroeg in de morgen arriveerden ook de muiters uit Aalst. Deze sloegen de aangeboden maaltijd af, zij zouden 's middags in de hemel eten, of 's avonds in de stad. Zesduizend van hen bleven achter op de citadel, zij zouden de citadel verdedigen, daarnaast de stad beschieten tijdens de uitval. Op de zondag in de namiddag werd het aanvalssein gegeven en zag men Julian Romero, Francisco Baldez, Alonso de Vargas, Camillo del Monte uit de citadel komen met ongeveer vijfduizend man voetvolk, achthonderd ruiters, waarvan velen trossen stro en fakkels meedroegen. Ze knielden en baden een Ave Maria voordat zij overgingen tot de bestorming. De aangelegde wal verdedigd door zesduizend mannen en vrouwen werd voorafgaand hevig beschoten. Verder is weinig bekend over de stellingen en slagordes. De eerste weerstand was noch hardnekkig noch langdurig. Het waren de muiters uit Aalst die de pas aangelegde wal tussen de citadel en het kasteel vanuit drie richtingen aanvielen. De Walen wisten een eerste bestorming nog af te slaan, maar bleken niet bestand tegen de tweede aanvalsgolf. Ze waren gedwongen geweest zich terug te trekken naar de Sint-Michielsabdij, waar hun kolonel gevangen werd genomen. De verschansing op twee andere punten tegenover de Blijdenhoek en Begijnenstraat werd snel ingenomen. De ruiters van Vargas trokken langs het Sint-Jorisplein, dreven vluchtenden voor zich uit en sabelden en beschoten iedereen die weerstand bood. De burgers op de Grote Markt en in het Stadhuis probeerden het Stadhuis te beschermen. Zij boden een fel verzet, vanuit de ramen van het stadhuis schoten ze op de ruiters. De ruiters leden opmerkelijke verliezen tijdens de schermutselingen totdat het enkelen lukte binnen te dringen en brand te stichten met de meegenomen bundels stro. Door de brand was het niet langer mogelijk het stadhuis te verdedigen, iedereen die het stadhuis ontvluchtte werd op de Grote Markt doodgeslagen. De brand sloeg over op andere huizen en er ontstond een algemene stadsbrand. Ongeveer zeshonderd huizen, de meeste achter en naast het stadhuis, brandden af. De overgebleven Duitse militairen en burgers streden wanhopig dag en nacht door maar konden de Spanjaarden niet tegenhouden.

## Driedaagse plundering

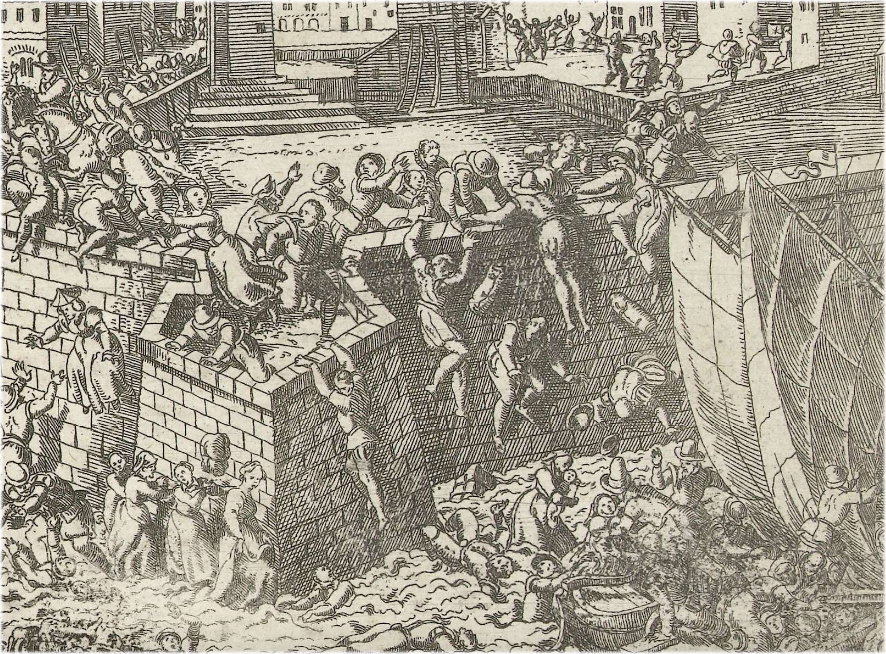
Vluchtende burgers (collectie: Rijksmuseum Amsterdam)

De muiters riepen: Santiago! España! A sangre, a carne, a fuego, a sacco ("Sint-Jakob! Spanje! Moord, verkracht, brand, plunder"). De muiters drongen allerlei woningen binnen, doodden de bewoners en stalen geld en sieraden. Vrouwen werden verkracht, mannen het hoofd ingeslagen. De honden dronken het bloed van de doden. Onder andere het stadhuis werd in brand gestoken. Veel mensen kwamen in het vuur om het leven, stikten in de rook, of werden verpletterd door instortende huizen. Intussen was het plunderen begonnen, zelfs de Walen en Duitsers, die aanvankelijk de stad nog hadden verdedigd, namen er deel aan. Volgens een andere bron sloten de Walen zich niet bij de muiters aan, maar sloegen zij al snel op de vlucht. De Duitsers wedijverden zelfs met de muitende soldaten in roofzucht en wreedheid. Veel burgers kwamen om het leven door de om buit twistende soldaten. Drie dagen lang werd de stad geplunderd, arm noch rijk werd gespaard, kleine huizen en stadskastelen werden leeggehaald. Graaf Eberstein kwam om toen hij trachtte te vluchten. Hij wilde aan boord van een boot springen, maar viel in de Schelde en verdronk. Petrus Taxis op de vlucht sprong met zijn paard van de stadswal in de gracht, zwom met zijn paard naar de overkant en wist te ontkomen. Er werd voor een bedrag van twintig miljoen gouden kronen geroofd. Er waren soldaten die hun geroofde goud lieten verwerken in hun harnassen, rapier en stormhoeden, waarna ze deze zwart schilderden om te verhullen dat het van goud gemaakt was.

## Nasleep

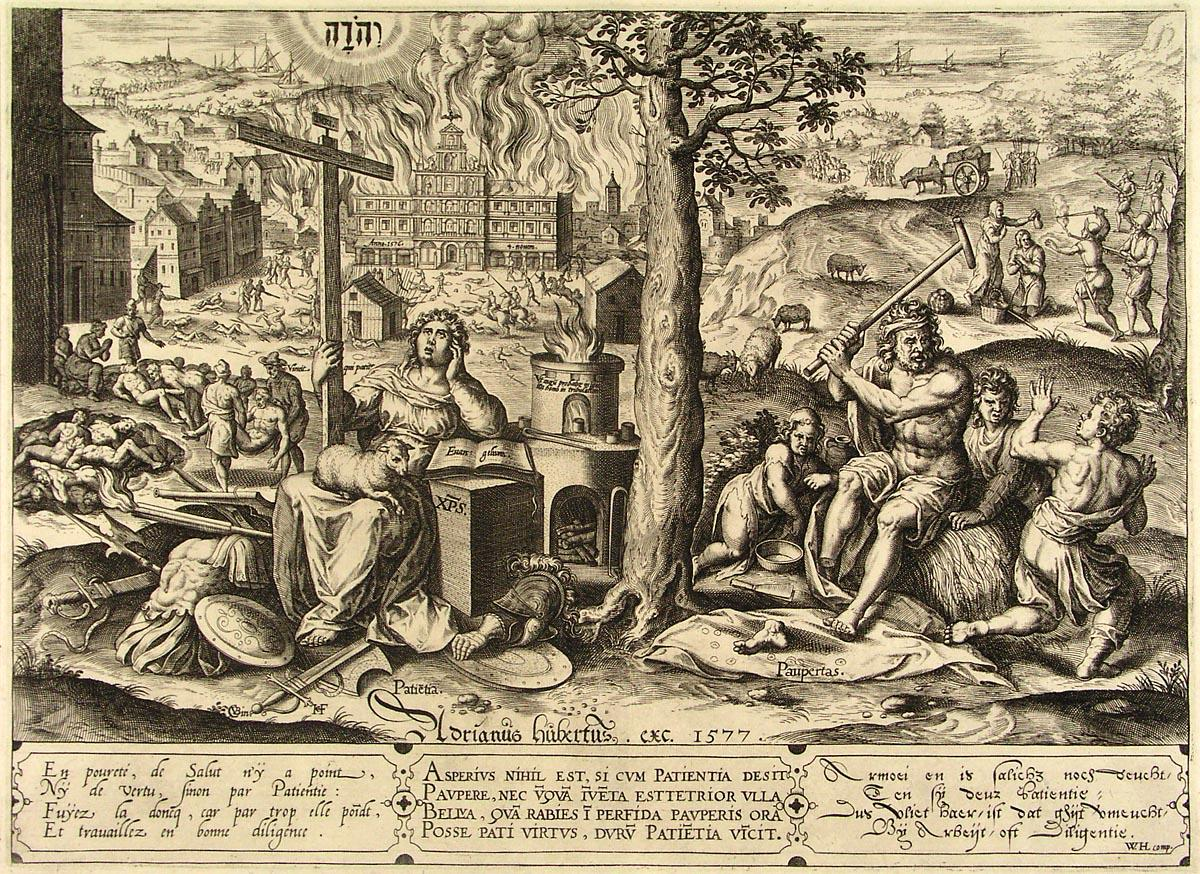
Allegorie over de Spaanse furie. Hans Collaert, 1577, Museum Boijmans Van Beuningen

Het aantal slachtoffers is niet exact bekend, maar ooggetuigen schatten zevenduizend doden. Onder hen waren er ook enkele schepenen. De furie hield een tijd aan, waarbij de muiters veel rijke burgers gijzelden om hen geld af te persen. Grote aantallen burgers uit de Zuidelijke Nederlanden namen de wijk naar aanleiding van het geweld naar de Noordelijke Nederlanden, waarvan sinds 1572 delen zich aan het Spaans gezag onttrokken hadden; zie Tachtigjarige Oorlog. Volgens Strada moeten er onder de muiters tweehonderd doden gevallen zijn, hoewel zij zelf beweerden dat het er veertien waren. Onder burgers en hun verdedigers worden getallen van zesduizend genoemd. Drieduizend tijdens gevechten, vijftienhonderd in de stadsbrand en instortende huizen, vijftienhonderd tijdens hun vlucht, verdronken of vermoord. Extra muros, buiten de stad, was het geweld nog gruwelijker. Dorpen ten noorden van Antwerpen waren bijna geheel ontvolkt, of voor heel wat jaren ontwricht. Zij kregen vaak de lasten van beide kanten. Voor de Spaanse kroon was deze gebeurtenis een verlies van tien jaar aan inspanningen om de zeggenschap over de opstandige provincies te behouden. De gebeurtenissen verontwaardigden zelfs koningsgezinden. Strada schreef: "...en dat zij (de Spanjaarden), voorwaar tot grote schande de Spanjaarden (tenzij dat de haat gelijk in andere dingen, zoals ook in deze, de roep vermeerderd heeft) de stad die zij rijk en machtig aantroffen, arm en slecht achterliet." Volgens Strada hadden naast Spanjaarden ook Italianen, Nederlanders en Duitsers deelgenomen aan de plunderingen, waarvan de laatsten volgens hem, zelfs de Spanjaarden verre te boven gingen. Rijke burgers werden onder andere door soldaten onder Cornelius van den Eynde uit pure haat onmenselijk vermoord. Cornelius van den Eynde had zich met duizend Duitse soldaten bij de muiters aangesloten.
De gebeurtenissen brachten een enorme schok teweeg door de Nederlanden en sterkten de onderhandelaars van de Pacificatie van Gent in hun overtuiging dat ze de juiste beslissing hadden genomen. Het akkoord, dat op 8 november 1576 werd bekrachtigd, eiste het vertrek van alle Spaanse troepen uit de Nederlanden. Het bevatte ook een algemene amnestie, die onbedoeld ten goede kwam aan de plunderaars. Velen traden later weer in dienst van het Leger van Vlaanderen. De Duitse vendels van onder anderen Karl Fugger die na de Furie in de citadel waren gelegerd, werden op 2 augustus 1577 verdreven bij de inname van de citadel door de Antwerpenaren in samenwerking met de watergeuzen onder Filips de Zoete. Daarna werden acht kolonels in het stadsbestuur aangesteld. Het militaire gezag werd vervangen door burgermilities waaraan alle weerbare mannen tussen 20 en 60 moesten deelnemen. Burgers moesten werken aan de vestingen, op straffe van een boete van vier stuivers bij verzuim. Op 18 september was de intocht van de prins van Oranje in Antwerpen. Hij trok met een open wagen door de Rodepoort de stad binnen. Antwerpen zou vanaf dat moment een bolwerk van de staatsen zijn tot Alexander Farnese de stad in 1585 innam. 
Veel Duitse, Spaanse en Italiaanse kooplieden verlieten de stad na de Furie. Tijdens het beleg door Parma acht jaar later waren er niet meer dan honderdvijftig buitenlandse kooplieden in Antwerpen, tegenover zestienhonderd inheemse kooplieden. De laatsten waren vooral Vlaamse en Brabantse vluchtelingen die zich in de stad hadden gevestigd. Los van enige religieuze bekommernis zochten mensen hun geluk in veiliger oorden. Het noorden profiteerde van de Migratiestroom in de Nederlanden, van tienduizenden vaak rijke of hoog opgeleide vluchtelingen, die uiteindelijk in belangrijke mate zouden bijdragen aan de Gouden Eeuw in de Republiek der Zeven Verenigde Nederlanden.